# Stary kościół św. Gertrudy w Rydze
Stary kościół ewangelicko-augsburski im. św. Gertrudy (łot. Rīgas Vecā Sv. Ģertrūdes evaņģēliski luteriskā baznīca) – ryska świątynia luterańska znajdująca się przy ul. Ģertrūdes 8, zbudowana w latach 1864–1894.

## Historia
Wzniesiony w latach 1864–1894 według projektu ryskiego architekta J. D. Felsko (1813–1902) kościół został poświęcony 2 marca 1896. Architekt nadał mu kształt eklektyczny, jednak nawiązujący do neogotyku (wysoka wieża, mierząca 63 m i wieżyczki po bokach, ostrołukowe okna, witraże). Po obu stronach ołtarza, którego centrum jest krucyfiks, znajdują się rzeźby św. św. Piotra i Jana. Ozdobne witraże zostały wykonane w II połowie XIX wieku i w 1907 w pracowni E. Todta. Dzwon o wymiarze 0,97 metra (odlany z brązu u ryskich ludwisarzy V.T. Donātsa i J.C. Švens) został wywieziony w 1915 w głąb Rosji, jednak władze sowieckie zwróciły go w 1923 miastu. Uznawane za jedne z najbardziej melodyjnych organów w mieście powstały w 1906 w pracowni W. Sauera we Frankfurcie nad Odrą. 
Kościół był świątynią niemiecką (jeszcze w latach 20. i 30. parafia wydawała pisma ewangelickie "Ev.-luth. Kirchenblatt" i "St. Gertrud-Bote"), jednak modlili się w nim również Łotysze. Po II wojnie światowej nadal służy wiernym, w większości Łotyszom.